# Ракель

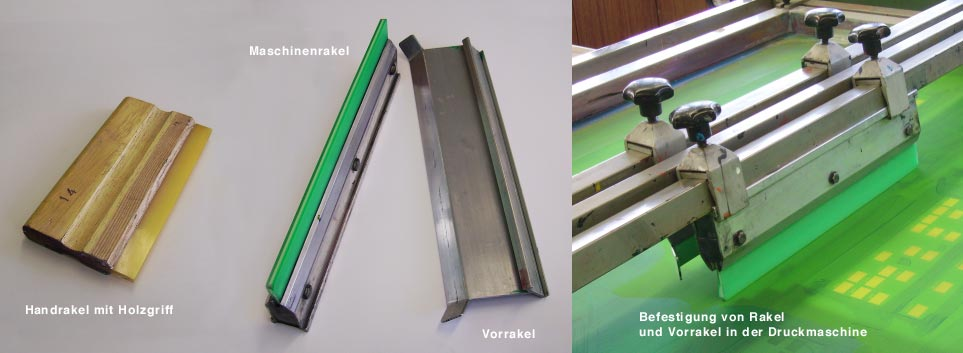
Различные виды ракелей

Ра́кель (нем. Rakel — скребок) — элемент печатных машин для трафаретной, глубокой печати и некоторых электрографических аппаратов.
Ракелем также называют ручной скребок для нанесения красок на ткань в шелкографии, шпаклевки на металл или напротив удаления излишков мыльной жидкости с окон.
В глубокопечатных машинах представляет собой упругую стальную ленту, удаляющую избытки краски с пробельных элементов формного цилиндра. В лазерной печати и фотокопировальных аппаратах полимерный ракель удаляет излишек тонера, не перенесённого на бумагу, с фотобарабана. В полноцветной лазерной печати удаляет красочный порошок с ремней переноса. В трафаретной печати ракель полимерный или резиновый, используется для продавливания краски сквозь печатную форму.
Также ра́кель это инструмент для удаления излишков воздуха при наклеивании плёнки (винила). Существуют разные по размерам (10 мм, 27 мм, 30 мм и др.) и материалам (пластик, резина, войлок, древесина, совмещённые и др.) ракели.